# Sibérie, terre de violence
Pour plus de détails, voir Fiche technique et Distribution.
Sibérie, terre de violence (titre original : Liebesnächte in der Taiga) est un film d'espionnage allemand réalisé par Harald Philipp sorti en 1967.
Il s'agit de l'adaptation du roman de Heinz Günter Konsalik au même titre original, paru l'année précédente et traduit avec le titre Nuits d'amour dans la taïga.

## Synopsis
Dans les années 60, la direction de la CIA missionne l'un de ses meilleurs agents, l'Allemand balte parfaitement russophone Frank Heller, à entrer en Union soviétique sous la couverture d'un reporter suisse. Censé faire un reportage sur un défilé de mode se déroulant à Moscou, sa réelle mission consiste à infiltrer une zone militaire restreinte en Sibérie, qui sert de base de missiles à l'Armée rouge, pour repérer le site d'essai des nouveaux missiles soviétiques à longue portée et photographier les plans de construction qui y sont stockés. Quand il arrive à Moscou, Heller prend l'identité d'un ingénieur soviétique qui voulait s'installer à l'Ouest. Mais la première mésaventure arrive à Heller sur le chemin de l'URSS : un mannequin pense qu'elle le connaît depuis New York et confronte l'agent spécial avec ses connaissances à l'hôtel Moskwa. Cela met Heller en grand danger. Avant que le KGB ne puisse le rattraper, Frank fuit.
Muni des papiers de l'ingénieur soviétique, l'Américain entre dans son service dans le combinat forestier de la base de missiles sibérienne, sans savoir que les Soviétiques le recherchent. Le vrai ingénieur est mort, le KGB a repêché son corps dans la Moskova. Et le V-Mann soviétique, déguisé en marchand de meubles, qui avait aidé Heller, a été démasqué. L'arrestation de Heller n'est plus qu'une question de temps. Cependant, Heller a pu voir les plans à photographier. Mais ses sentiments s'en mêlent. Il s'est lié avec Ludmilla, une jeune inspectrice au combinat. Ses sentiments pour Ludmilla le mettent en grand danger, car Heller ne veut pas l'abandonner. Il essaie qu'elle l'accompagne dans sa fuite. Cette même nuit, Ludmilla a reçu l'ordre d'arrêter l'agent de la CIA.
Heller est désormais traqué, mais Ludmilla suit son cœur et devient son alliée. Une traque impitoyable pour le couple commence, menée par un colonel du KGB qui lorgne lui-même sur la belle Ludmilla, il lui avait proposé le mariage il y a quelque temps à Moscou. Au cours de la poursuite à travers la taïga inhospitalière et enneigée, Heller et Ludmilla se rapprochent de plus en plus. Lors de leur évasion aventureuse, ils traversent une colonie pénale isolée et la petite ville d'Olenek. Ici, dans une usine de carburant pour fusées, un collègue de la CIA attend afin d'aider Heller à sortir du pays. Mais avant que Heller et Ludmilla ne soient en sécurité, l'ami de Heller est tué par les Russes. Peu avant la frontière sur un fleuve, à quelques pas de la liberté, leur fuite se termine cependant tragiquement : les Soviétiques ont en vue le couple. Ce n'est que lorsque le colonel du KGB suppose que Heller et Ludmilla doivent être morts qu'il arrête la chasse. Mais il s'est réjoui trop tôt.

## Fiche technique
- Titre : Sibérie, terre de violence
- Titre original : Liebesnächte in der Taiga
- Réalisation : Harald Philipp
- Scénario : Werner P. Zibaso
- Musique : Manfred Hübler
- Direction artistique : Robert Stratil
- Photographie : Helmut Meewes
- Montage : Ingeborg Taschner
- Production : Franz Seitz Jr.
- Société de production : Franz Seitz Filmproduktion
- Société de distribution : Nora-Filmverleih
- Pays d'origine :  Allemagne de l'Ouest
- Langue : allemand
- Format : Couleur - 1,75:1 - Mono - 35 mm
- Genre : Espionnage
- Durée : 105 minutes
- Dates de sortie :
  -  Allemagne de l'Ouest : 5 octobre 1967.
  -  Finlande : 31 mai 1968.
  -  Turquie : 11 novembre 1968.
  -  Suède : 30 juin 1969.
  -  Argentine : 6 août 1970.
  -  Mexique : 11 février 1971.
  -  Irlande : 1er janvier 1972.
  -  France : 30 juin 1973[1].
  -  Afrique du Sud : 21 octobre 1974.

## Distribution
- Thomas Hunter : Frank Heller
- Marie Versini : Ludmilla Barankowa
- Stanislav Ledinek : Colonel Karputschin
- Ivan Desny : Colonel Kirk
- Rolf Boysen (de) : Karputschin
- Biggi Freyer :  Marta Barinskaja
- Hellmut Lange (de) : Capitaine Braddock
- Walter Barnes (de) : Youri
- Magda Konopka : Bibi Randall
- Christiane Nielsen : Tania
- Kurd Pieritz : Kusnetzov
- Sandra Prinsloo : Nadia
- Marius Weyers : Markjoff